# 진천중학교
진천중학교(鎭川中學校)는 대한민국 충청북도 진천군 진천읍 성석리에 있는 공립 중학교이다.

## 학교 연혁
- 1951년 10월 3일 : 진천중학교 개교
- 1965년 3월 6일 : 진천여자중학교 분리 독립
- 1983년 11월 25일 : 본관 3층 교실 증축
- 2000년 10월 10일 : 상원관(강당) 준공
- 2009년 2월 15일 : 학교급식소 준공
- 2009년 11월 10일 : 인조잔디 운동장 및 부대시설 준공
- 2013년 11월 14일 : 선수휴게실 준공
- 2015년 5월 3일 : 상원문 준공 및 교훈석 제막
- 2022년 12월 27일 : 3관 교사 증축
- 2024년 1월 5일 : 제73회 졸업식(180명) 총 졸업생 수 (22,097명)
- 2024년 3월 1일 : 제30대 이종만 교장 부임
- 2024년 3월 4일 : 입학식(172명)

## 참고 자료
- 진천중학교 - 한국교육학술정보원 학교알리미